# قیمت‌شکنی
دامپینگ (به انگلیسی: dumping)، بازارشکنی یا قیمت‌شکنی از واژگان خاص اقتصادی به حساب می‌آید که به ویژه در تجارت بین‌المللی جایگاهی ویژه و قانونی دارد؛ و عبارت است از فروش یا صادرات یک کالا با قیمت کمتر از هزینه‌های تمام شده یا به عبارتی دیگر فروش کالا در خارج به قیمتی کمتر از قیمت داخلی. معادل فارسی این واژه «رقابت مکارانه» یا تبعیض در قیمت‌ها در بازرگانی معنا شده‌است. به عبارت بهتر، تولیدکنندگان و بازرگانان برای به دست آوردن بازارها، محصولات خود را با قیمتی کم عرضه کنند، برخی کارشناسان معادل فارسی این واژه را «رقابت مخرب» نیز دانسته‌اند. راهبرد کلی بازارشکنی به حذف رقبا و در اختیار گرفتن بازار مربوط می‌شود.
امکان دارد در بازارشکنی مستمر یا تصادفی سودی که بابت پایین بودن قیمت نصیب مصرف‌کننده می‌شود بیش از زیانی باشد که تولیدکننده می‌بیند.

## انگیزه و چرایی وقوع فعل بازارشکنی
از منظر اقتصادی، بازارشکنی چهار دلیل عمده دارد که عبارتند از «بیرون کردن رقبا و به دست آوردن انحصار بازار حتی با تحمل زیان‌های کوتاه‌مدت»، «کاهش مازاد موقتی ذخائر کالا»، «به دست آوردن سهم از بازار کالای مربوطه» و همچنین «کاهش ضررهای مربوط به کالای فاقد قابلیت رقابت و فروش»؛ به زبان ساده‌تر، بازارشکنی با هدف حضور در بازارها و به منظور فروش بیشتر و گاهی عرضه کالاهایی که به دلیل کیفیت نه چندان مناسب تقاضای اندکی دارند، انجام می‌شود.

## انواع
از نظر تقسیم‌بندی سه نوع بازارشکنی وجود دارد، که از عبارتند از:

### بازارشکنی مستمر
بازارشکنی مستمر یا دائمی ناشی از تمایل یک انحصار گر داخلی برای حداکثر نمودن سود خود با فروش کالا به قیمتی بالا در بازار داخلی که فاقد محدودیتهای تجاری یا هزینه‌های حمل و نقل است نسبت به قیمت خارجی که تحت تأثیر رقبای قدرتمند خارجی است. در این مورد می‌شود بازار خودرو در ایران را مثال زد که مثلاً قیمت خودروهای ایرانی در بازارهای خارجی به مراتب پایین‌تر از قیمت همان خودروها در ایران است.

### بازارشکنی مخرب
بازارشکنی مخرب یا غارتگر عبارت است از فروش موقتی کالا در خارج به قیمت کمتر از قیمت داخل یا حتی با ضرر و فروش آن به قیمت کمتر از هزینه‌های تولید برای بیرون راندن رقبای دیگر یا از بین بردن صنعت داخلی یک کشور. سپس بعد از بی‌رقیب شدن در بازار کالای مذکور قیمتها جهت کسب سود حاصل از قدرت انحصاری بالا می‌رود. به عنوان مثال می‌شود از اقدام شرکت‌های چینی در بازار پوشاک و سایر کالاها را مثال زد.

### بازارشکنی تصادفی
بازارشکنی تصادفی فروش اتفاقی یک کالا در بازار خارجی به قیمت کمتر از بازار داخلی برای تخلیه مازاد پیش‌بینی نشده کالاها به علت اینکه این مازاد باعث کاهش قیمت در بازار داخلی نگردد و در واقع وقتی اضافه تولید فروخته شد بازارشکنی متوقف می‌گردد.

## نمونه‌های بازارشکنی
- معضل بازارشکنی در سطح بین‌المللی و ماجرای ارائه قیر رایگان به ارگان‌های دولتی در سطح بازار داخلی ایران، عرصه را به دست‌اندرکاران این بخش تنگ کرده‌است.
- با این تعاریف و تفاسیر، مشخص می‌شود خودروسازان ایرانی نیز مرتکب بازارشکنی شده‌اند، منتها فرق شان با چینی‌ها این است که نتوانستند مانند آن‌ها در به دست آوردن بازارهای خارجی موفق عمل کنند.
- طی دهه نود ژاپن اقدام به بازارشکنی در قیمت محصولاتی چون تلویزیون و فولاد در بازار آمریکا و محصولاتی مثل خودرو و فولاد در بازار اروپا نموده‌است. بسیاری از کشورهای صنعتی مانند کشورهای عضو اتحادیه اروپا در نظر دارند، از بازارشکنی مستمر برای مازاد محصولات کشاورزی خود استفاده کنند. اگر استفاده از بازارشکنی از طرف یک کشور یا شرکت اثبات شود، کشور یا شرکت مزبور اقدام به افزایش قیمت خود خواهد کرد. مانند آنچه که در سال ۱۹۷۶ و ۱۹۷۷ از شرکت فولکس واگن آلمان و تولیدکنندگان تلویزیون ژاپنی دیده شد، تا با سیاست‌های ضدبازارشکنی مواجه نشوند.

## ابزارها، روش‌ها و شیوه‌ ایجاد بازارشکنی
به عنوان مثال دو ابزاری که دولت چین برای ترویج صادرات محصولات استفاده می‌کند، عبارتند از: «اعتبارات صادراتی کم هزینه از محل بانک صادرات واردات چین» و «بیمه اعتباری صادراتی از محل مؤسسه بیمه اعتباری و صادراتی».
بانک توسعه چین نیز برای شرکت‌های چینی تأمین اعتبار صادراتی انجام می‌دهد و از سوی دیگر، سیاست‌های دولت، بانک صادرات واردات و موسسات بیمه‌ای چین را ملزم می‌کند تا به صادرات محصولات با فناوری بالا که شامل قطعات خودرو نیز می‌شود، توجه ویژه‌ای داشته باشد.

## ابزار و روش مقابله با بازارشکنی
ایجاد محدودیتهای تجاری در بازار رقابتی ناسالم، جهت حمایت از صنایع داخلی مجاز شناخته شده است.این محدودیتها اغلب به صورت عوارض ضد دامپینگ یا تهدید به وضع این عوارض خود را نشان می‌دهد. به هر حال تعیین نوع بازارشکنی مشکل می‌باشد و تولیدکنندگان در مقابل هر نوع بازارشکنی از بازار داخلی حمایت می‌کنند. با این کار وارد محدود می‌شود و تولید و سود عرضه‌کنندگان داخلی افزایش می‌یابد.
طبق قانون گمرک ایران، اگر ارزش یک کالا نامناسب تلقی شود، سود و عوارض گمرکی برای آن کالا در نظر گرفته خواهد شد.
در واقع کشورهایی مانند ایران هر وقت احساس کنند نرخ یک کالا پایین‌تر از قیمت واقعی آن است، می‌توانند به بازار مراجعه کرده و قیمت کالای مشابه موجود وارد در بازار را ملاک قرار داده و از آن، حقوق و عوارض گمرکی دریافت کنند.

## پانوشته‌ها
1. ↑  «بازارشکنی» [عمومی] هم‌ارزِ «dumping»؛ منبع: گروه واژه‌گزینی. دفتر اول. فرهنگ واژه‌های مصوب فرهنگستان. تهران: انتشارات فرهنگستان زبان و ادب فارسی. شابک ۹۶۴-۷۵۳۱-۳۱-۱ (ذیل سرواژهٔ بازارشکنی)
2. ↑  «مفهوم دامپینگ یا قیمت‌شکنی در اقتصاد». دنیای اقتصاد. ۱۲ مرداد ۱۳۹۶. دریافت‌شده در ۱۹ ژانویه ۲۰۱۸.
3. ↑  نظریه‌ها و سیاست‌های اقتصادی بین‌الملل، ص.
4. ↑  «چین صنعت پوشاک کشور را تهدید می‌کند». بایگانی‌شده از اصلی در ۲۴ نوامبر ۲۰۰۵. دریافت‌شده در ۱۶ نوامبر ۲۰۰۸.
5. ↑  «ماهنامهٔ صنعت خودرو». بایگانی‌شده از اصلی در ۱۰ اکتبر ۲۰۰۷. دریافت‌شده در ۱۶ نوامبر ۲۰۰۸.
6. ↑  «ضعف جدی در جلوگیری از دامپینگ برای تقویت تولید ملی | خبرگزاری فارس». www.farsnews.ir. دریافت‌شده در ۲۰۲۲-۰۶-۱۷.
7. ↑  «دامپینگ و انواع آن - تهران پیشرو - شرکت ترخیص کالا». tehranpishro.com. دریافت‌شده در ۲۰۲۲-۰۶-۱۷.